# 牟呂外神町
牟呂外神町（むろとがみちょう）は、愛知県豊橋市の地名。

## 地理
東から北は牟呂町、西は牟呂水神町・牟呂大西町、南は牟呂公文町・東脇1丁目に接する。

### 河川
- 牟呂用水

### 通学区域
|      | 小学校             | 中学校             | 高等学校 |
| ---- | ------------------ | ------------------ | -------- |
| 全域 | 豊橋市立牟呂小学校 | 豊橋市立牟呂中学校 | 三河学区 |

## 歴史

### 人口の変遷
国勢調査による人口および世帯数の推移。
| 2005年（平成17年） | 186世帯 629人 |  |
| 2010年（平成22年） | 217世帯 693人 |  |
| 2015年（平成27年） | 209世帯 620人 |  |

### 沿革
- 2000年（平成12年）11月18日 - 牟呂町の一部より、牟呂外神町が成立[1]。

## 交通
- 愛知県道386号平井牟呂大岩線

## 施設
- 豊橋若葉幼稚園
- 外神公園
- 外神公民館

### WEB
1. ↑  “愛知県豊橋市の町丁・字一覧”.   人口統計ラボ. 2023年4月13日閲覧。
2. ↑  総務省統計局 (2017年1月27日). “平成27年国勢調査の調査結果(e-Stat) - 男女別人口及び世帯数 －町丁・字等” (CSV). 2021年7月21日閲覧。
3. ↑  “愛知県豊橋市の郵便番号一覧”.   日本郵便. 2023年4月13日閲覧。
4. ↑  “市外局番の一覧” (PDF).   総務省 (2022年3月1日). 2022年3月22日閲覧。
5. 1 2  豊橋市教育部学校教育課 (2025年4月1日). “校区早見表（R7.4.1現在）” (PDF).   豊橋市. 2025年7月14日閲覧。
6. ↑  総務省統計局 (2014年6月27日). “平成17年国勢調査の調査結果(e-Stat) - 男女別人口及び世帯数 －町丁・字等” (CSV). 2021年7月21日閲覧。
7. ↑  総務省統計局 (2012年1月20日). “平成22年国勢調査の調査結果(e-Stat) - 男女別人口及び世帯数 －町丁・字等” (CSV). 2021年7月21日閲覧。
8. ↑  総務省統計局 (2017年1月27日). “平成27年国勢調査の調査結果(e-Stat) - 男女別人口及び世帯数 －町丁・字等” (CSV). 2021年7月21日閲覧。

### 書籍
1. ↑  豊橋百科事典編集委員会 2006, p. 652.